# Pétrone de Bologne
Pour les articles homonymes, voir Bologne (homonymie).
Saint Pétrone de Bologne, (en italien, San Petronio), (né à une date inconnue à la fin du IVe ou au début du Ve siècle à Constantinople – mort à Bologne v. 451) était un religieux italien, qui fut évêque de Bologne de 433 à 450/451.

## Biographie
Pétrone fut évêque de Bologne, dans l'actuelle Émilie-Romagne, Italie, au cours du Ve siècle. Issu d'une noble famille romaine, il s'est converti au christianisme. Devenu prêtre et fait évêque de Bologne par Célestin Ier, il a construit l'église de Santo Stefano.
Haut fonctionnaire romain, il avait reçu une éducation digne de son rang. Il partit quelque temps dans les « déserts » d'Égypte, puis revint à Bologne. La ville venait d'être pillée par les armées d'Alaric. Il fut choisi comme évêque et consacra sa fortune personnelle à relever Bologne de ses ruines.
Pétrone est le saint patron de la ville de Bologne. Il est fêté le 4 octobre.

## Sources
- (en) Cet article est partiellement ou en totalité issu de l’article de Wikipédia en anglais intitulé « Saint Petronius » (voir la liste des auteurs).
- Cet article reprend le texte du domaine public Catholic Encyclopedia de 1913

### Articles liés
- Archidiocèse de Bologne
- Liste des évêques et archevêques de Bologne